# Županec
Županec – wieś w Chorwacji, w żupanii varażdińskiej, w gminie Mali Bukovec. W 2011 roku liczyła 200 mieszkańców.